# Brodo di pollo con l'orzo
Brodo di pollo con l'orzo (titolo originale: Chicken Soup With Barley) è un'opera teatrale del drammaturgo inglese Arnold Wesker. L'opera, che insieme a Roots e I'm Talking About Jerusalem fa parte di una trilogia, è a sua volta divisa in tre parti, ognuna delle quali si compone di due scene. Scritta nel 1956, l'opera fu portata in scena per la prima volta al Belgrade Theatre di Coventry nel 1958.

## Trama
Protagonisti della narrazione, che si svolge dal 1936 al 1956, sono gli ebrei comunisti della famiglia Kahn, la cui esistenza è resa sempre più mesta dal decadere degli ideali per i quali non smettono mai di battersi, ideali che, tuttavia, non si dimostreranno in grado di resistere al corso della storia. 
A Sarah, donna energica, imperiosa e fortemente socialista, si contrappone la figura del marito Harry, un uomo pigro e dal carattere debole. Accanto a loro troviamo Ada e Ronnie, due giovani caparbi e risoluti nel perseguire i propri ideali.